# Luci Genuci Clepsina
Luci Genuci Clepsina (en llatí Lucius Genucius Clepsina) va ser un magistrat romà del segle iii aC. Era segurament germà de Gai Genuci Clepsina. Formava part de la gens Genúcia i era de la família Clepsina, una branca d'origen patrici.
Va ser elegit cònsol l'any 271 aC juntament amb Gai Quinti Claudus. Va ser enviat a sotmetre la legió de Campània que dirigida per Deci Jubel·li s'havia revoltat i s'havia apoderat de Rhegium. Clepsina després d'un llarg setge, va ocupar la ciutat i va matar tots els vagabunds i lladres que va trobar entre els soldats i a la resta, uns 300, els va enviar de retorn a Roma perquè els jutgessin, on van ser flagel·lats i decapitats. Dionís d'Halicarnàs diu que la conquesta de Rhegium va ser obra del cònsol del 270 aC, el seu germà Gai Genuci Clepsina.